# Estadio Universitario (UNL)
El Estadio Universitario de la Universidad Nacional de Loja es un estadio educativo y estadio multiusos. Está ubicado en la avenida Pío Jaramillo Alvarado en la Ciudad Universitaria Guillermo Falconí Espinosa en el sector La Argelia de la ciudad de Loja. Es usado mayoritariamente para la práctica del fútbol, y allí juega como local el Club Deportivo Estudiantes de Loja, equipos de la segunda división del fútbol ecuatoriano. Tiene capacidad para 6000 espectadores. Antes lo utilizaba la Liga Deportiva Universitaria de Loja cuando jugaba de local en este estadio desde hace algunos años.
El estadio cumplió un gran papel en el fútbol local, ya que antes de la construcción e inauguración del Estadio Federativo Reina del Cisne, Liga Deportiva Universitaria de Loja hacía de local en este escenario deportivo desde hace algunos años. También otro club lojano como el Estudiantes de Loja hacía o hace de local en este escenario deportivo.
Asimismo, este estadio es sede de todos los tipos de eventos, especialmente cultura física y educación física así como es escenario para todos los tipos de eventos, especialmente cultura física y educación física (que también se realizan en el Coliseo Universitario de la Universidad Nacional de Loja).